# Sanderson Farms
Sanderson Farms ist ein US-amerikanischer Geflügelzüchter und -verarbeiter mit Hauptsitz in Laurel (Mississippi). Sanderson Farms zählt zu den weltgrößten Verarbeitern von Geflügel und ist eines der größten Unternehmen mit Sitz im Bundesstaat Mississippi. Das Unternehmen besitzt eine Verarbeitungskapazität in Höhe von 13,65 Millionen Vögeln pro Woche. Sämtliche Verarbeitungsstandorte befinden sich innerhalb der Vereinigten Staaten.

## Geschichte
Das Unternehmen wurde 1947 von D.R. Sanderson gegründet und vertrieb Futtermittel, Saatgut und Düngemittel an lokale Farmer. Im Jahr 1961 wurde das Unternehmen Miss Goldy übernommen, womit man in das Zuliefergeschäft für die Geflügelzucht einstieg. Ein Börsengang erfolgte 1987.
Im August 2021 wurde eine Übernahme von Sanderson Farms durch Cargill und die Continental Grain Company für rund 4,5 Milliarden US-Dollar verkündet. Nach der abgeschlossenen Übernahme soll Sanderson Farms mit der Continental-Grain-Tochter Wayne Farms fusioniert werden.